# Кочуровы
Кочуровы — упразднённая в 1994 году деревня Ленинского района города Киров Кировской области России. Включена в состав посёлка Дороничи, ныне улица Кочуровы.

## География
Расположена в центральной части региона, в подзоне южной тайги, на расстоянии приблизительно 8 километров (по прямой) на запад-юго-запад от железнодорожного вокзала станции Киров.

### Климат
Климат характеризуется как умеренно-континентальный с ярко выраженными временами года. Среднегодовая температура — 1,6 °C. Средняя температура воздуха самого холодного месяца (января) составляет −14,4 °C (абсолютный минимум — −50 °С); самого тёплого месяца (июля) — 17,9 °C. Безморозный период длится в течение 99—123 дней. Годовое количество атмосферных осадков — 582 мм, из которых около 415 мм выпадает в период с апреля по октябрь.

## История
В 1994 году Головенкины, Кочуровы и Мокрая Слободка объединены в один сельский населённый пункт посёлок Дороничи со снятием с учёта деревень Головенкины, Кочуровы и Мокрая Слободка.

## Инфраструктура
Основа экономики — сельское хозяйство. Жители работают в агрофирме «Дороничи» — ведущем хозяйстве в области по свиноводству
Объекты социальной инфраструктуры — средняя школа, дворец культуры и спорта, библиотека — в шаговой доступности в посёлке Дороничи.

## Транспорт
В пешей доступности остановки общественного транспорта, железнодорожная платформа Чухломинский.